# Richard Jepsen Dethlefsen

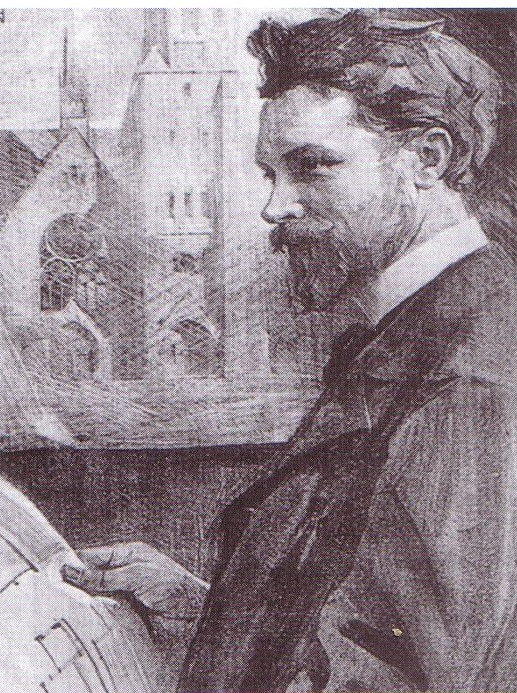
Richard Dethlefsen, Zeichnung von Heinrich Wolff

Richard Jepsen Dethlefsen (* 24. August 1864 in Grönland bei Ekensund, preußische Provinz Schleswig-Holstein, heute Nordschleswig, Sønderborg Kommune; † 24. März 1944 in Heinrichswalde, Ostpreußen) war ein deutscher Architekt, preußischer Baubeamter und Denkmalpfleger.

## Leben
Als Schüler von Conrad Wilhelm Hase studierte Dethlefsen von 1885 bis 1890 an der Technischen Hochschule Hannover Architektur. Er schlug die Beamtenlaufbahn ein und arbeitete als Regierungsbauführer (Referendar) (1889) und als Regierungsbaumeister (Assessor) (1893) in der preußischen Bauverwaltung. 1894/1895 war er bei der Bezirksregierung in Schleswig tätig. 1901 wurde er als Oberbaurat und Dombaumeister mit der Restaurierung des Königsberger Doms beauftragt. Von 1902 bis 1936 war er Provinzialkonservator der Provinz Ostpreußen.
Er widmete sich wenig beachteten Bauern- und Bürgerhäusern und größeren Adelshäusern. 1912 regte er das Königsberger Freilichtmuseum an. Er leitete es auch nach der Verlegung auf den Hexenberg nördlich von Hohenstein 1938.

## Bauten und Entwürfe

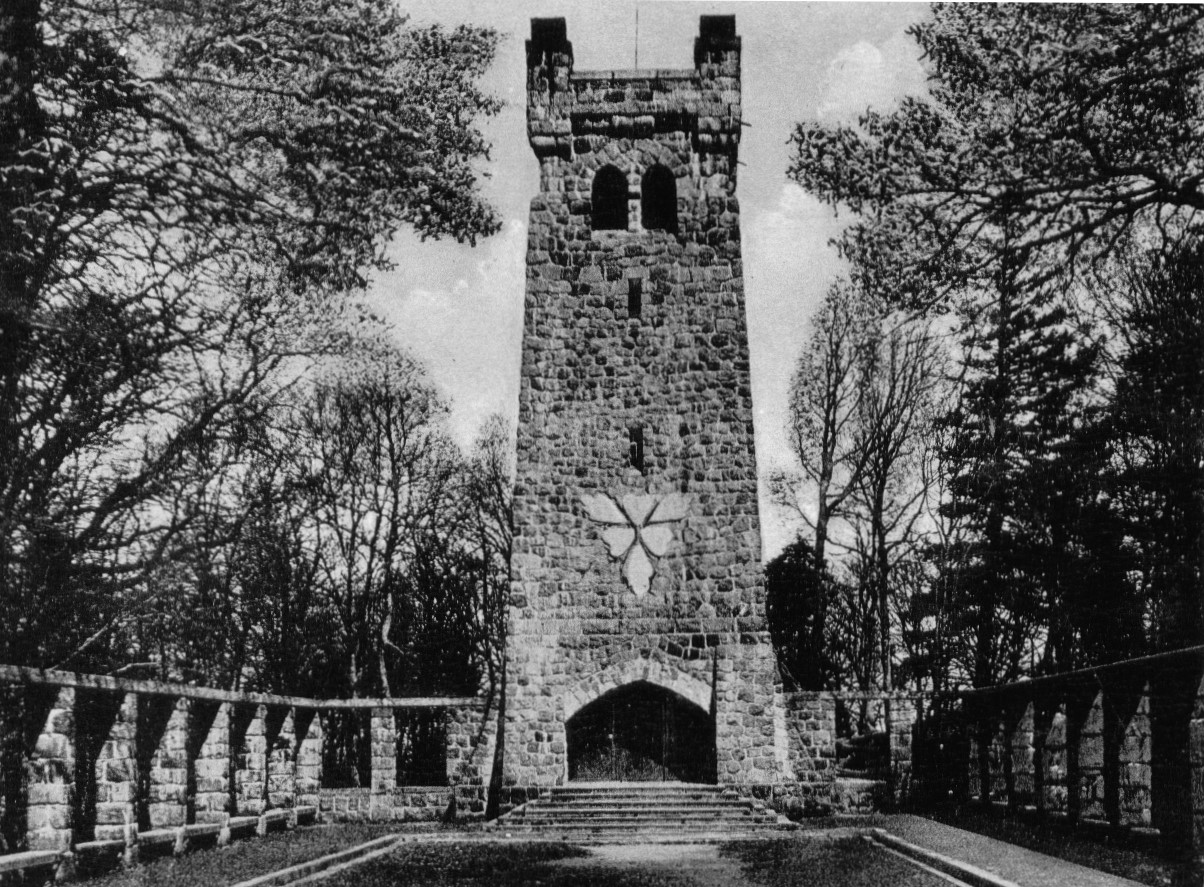
Bismarckturm auf dem Galtgarben

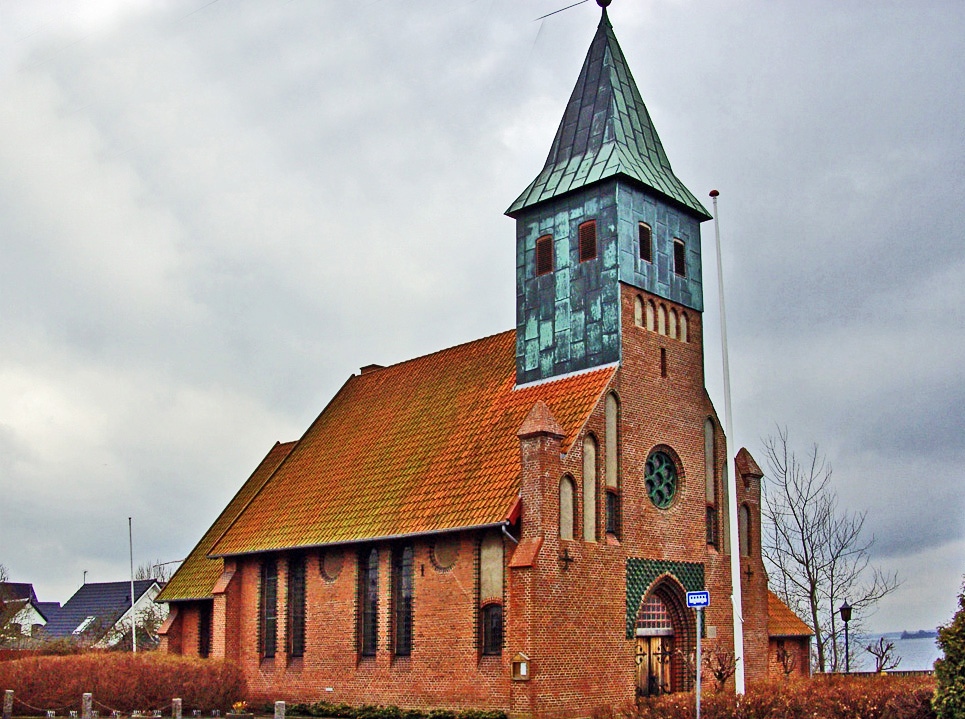
Egernsund Kirke, 2006

- 1897: Wiederherstellung der St.-Nicolai-Kirche in Mölln
- 1899: Wiederherstellung der St.-Hyazinth-Kirche in Stolp (Pommern)
- Wiederherstellung der Johanniterkirche in Zielenzig (Neumark)
- 1901–1907: Wiederherstellung des Königsberger Doms
- 1902–1906: Bismarckturm auf dem Galtgarben
- 1907–1909: Egernsund Kirke (Kirche Ekensund) bei Gråsten (Gravenstein) auf Broager (Broacker)
- ab 1914: Mitwirkung bei der Gestaltung von Friedhöfen und Kriegerdenkmälern
- einige Schulen in Königsberg und Umgebung

## Auszeichnungen
- Ehrendoktorwürde (als Dr. phil. h. c.) der Albertus-Universität Königsberg
- Honorarprofessor der Albertus-Universität
- Mitglied der Preußischen Akademie des Bauwesens